# 카나번성

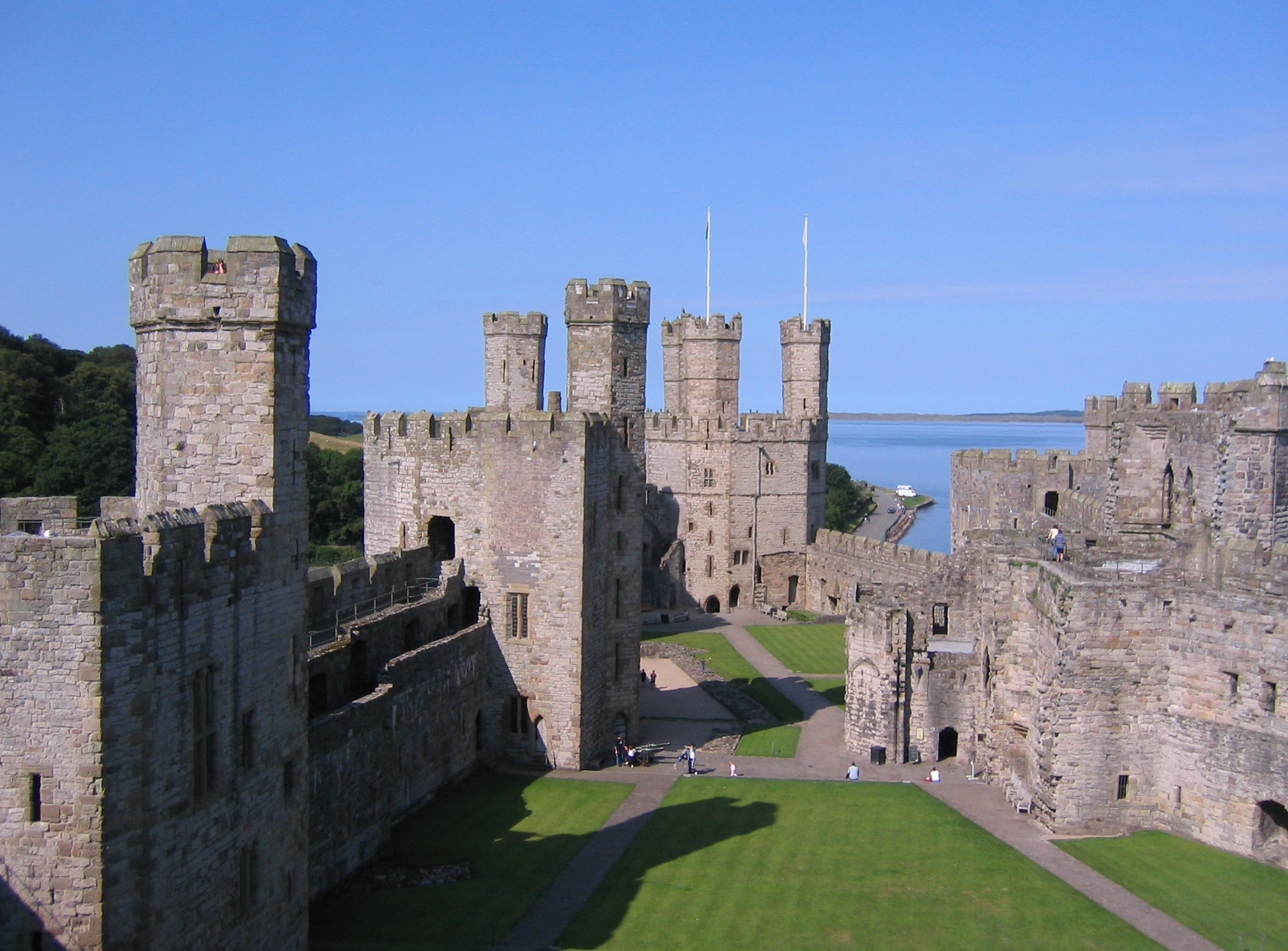
카나번성

카나번성(Caernarfon Castle)은 웨일스의 카나번에 위치한 성이다.